# Galgula sorex
Galgula sorex är en fjärilsart som beskrevs av Heinrich Benno Möschler 1886. Galgula sorex ingår i släktet Galgula och familjen nattflyn. Inga underarter finns listade i Catalogue of Life.